# Хопкинс, Энтони
Сэр Фи́лип Э́нтони Хо́пкинс (англ. Philip Anthony Hopkins; род. 31 декабря 1937, Порт-Толбот, Уэльс, Великобритания) — британский актёр театра и кино, кинорежиссёр, сценарист, продюсер и кинокомпозитор. Наиболее известен по кинематографическому образу серийного убийцы-каннибала доктора Ганнибала Лектера, воплощённому в фильмах «Молчание ягнят», «Ганнибал» и «Красный дракон».
В числе известных актёрских работ Хопкинса такие фильмы, как «Лев зимой», «Магия», «Человек-слон», «Дракула Брэма Стокера», «Остаток дня», «Страна теней», «Легенды осени», «Никсон», «Амистад», «Маска Зорро», «Знакомьтесь, Джо Блэк», «Тор», «Тор 2: Царство тьмы», «Ной», «Трансформеры: Последний рыцарь», «Тор: Рагнарёк», «Самый быстрый „Индиан“», «Отец» и другие.
В 2003 году Энтони Хопкинс стал обладателем звезды на Голливудской «Аллее славы», c 2008 года является членом Британской академии кино и телевизионных искусств.
Двукратный обладатель премии «Оскар» (1992, 2021), специальной премии «Золотой глобус» (2006) за вклад в кинематограф, «Сатурн» (1992) и «Эмми» (1976, 1981), а также пяти премий BAFTA (1973, 1992, 1994, 2008, 2021).

## Биография

### Ранние годы
Энтони Хопкинс родился в пригороде Маргам недалеко от Порт-Толбота на юге Уэльса в валлийской семье пекаря Ричарда Артура Хопкинса (Richard Arthur Hopkins) и его жены Мюриэл Энн (Muriel Anne).
В 1949 году, по настоянию родителей, он поступает в Jones' West Monmouth Boys' School в Понтипуле. Проучившись там пять семестров, Хопкинс переходит в Cowbridge Grammar School (Вейл-оф-Гламорган, южный Уэльс). Мальчик страдал дислексией и не мог полноценно заниматься в школе. Через какое-то время юный Энтони пришёл к выводу, что лучше будет посвятить себя искусству, например, живописи или игре на фортепиано, чем продолжать обучение.
Решающую роль в выборе актёрской профессии для Хопкинса сыграла короткая встреча в возрасте 15 лет со звездой Голливуда 1960-х годов Ричардом Бёртоном, который всецело поддержал выбор мальчика. В итоге Энтони Хопкинс подаёт документы в Уэльский королевский колледж музыки и драмы в Кардиффе и оканчивает его в 1957 году. После двух лет службы в армии, в 1959 году он переезжает в Лондон, где продолжает обучение в Королевской академии драматического искусства.

### Карьера
В 1965 году, проработав некоторое время в репертуарном театре, Энтони Хопкинс перешёл по приглашению Лоренса Оливье в труппу Королевского национального театра. Хопкинс стал дублёром Оливье и подменил последнего, когда у того обострился аппендицит во время постановки «Пляски смерти» Августа Стриндберга. Был членом театральной труппы по 1970 год включительно, затем переехал в США и стал сниматься в кино и на телевидении.
Первой крупной работой в кино стал фильм «Лев зимой», снятый в 1968 году по одноимённой пьесе Джеймса Голдмена, где Хопкинс сыграл молодого Ричарда «Львиное сердце».

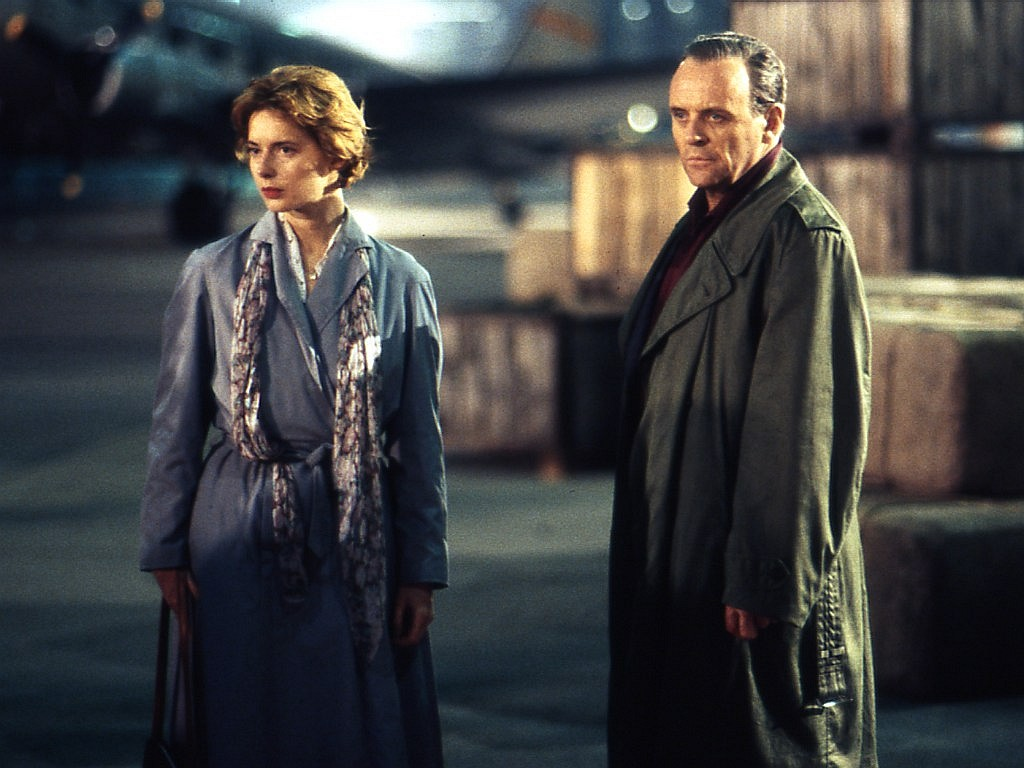
C Изабеллой Росселлини на съёмках фильма Джона Шлезингера «Невинный», Берлин, аэропорт «Темпельхоф», 7 мая 1992

В 1970—1980-е годы снимался преимущественно в телефильмах. В 1972 году сыграл Пьера Безухова в английской телеверсии «Войны и мира», за что был отмечен первой своей наградой BAFTA в категории «Лучший актёр» (два других награждения — за «Молчание ягнят» и «Страну теней»).
Энтони Хопкинс — дважды лауреат «Эмми»: за биографические роли Бруно Гауптмана («Дело о похищении Линдберга», 1976) и Гитлера («Бункер», 1981).
В 1992 году получил премию «Оскар» за роль маньяка-убийцы Ганнибала Лектера в «Молчании ягнят». Двумя годами спустя номинировался на эту же премию за роль идеального британского дворецкого Стивенса в мелодраме «Остаток дня».
За выдающиеся заслуги актёр был удостоен специальных почётных наград — «Золотого глобуса» («Премия Сесиля Б. Де Милля», 2006) и BAFTA (Премия «Британия», 1995; англ. Fellowship Award, 2008).
Режиссёрские работы Хопкинса — фильмы «Август» 1996 года (по мотивам произведения Антона Чехова «Дядя Ваня») и артхаусный «Вихрь» 2007 года.
В 1987 году Хопкинс получил от королевы Елизаветы II звание командора ордена Британской империи, а в 1993 — титул рыцаря-бакалавра, дающий право на приставку «сэр» перед именем. Таким образом были оценены его многочисленные заслуги в искусстве и популяризация Великобритании во всём мире.
В 2021 году Хопкинс (тем самым через 29 лет) во второй раз получил «Оскара» (за исполнение главной роли в фильме «Отец»), став самым пожилым актёром (в 83 года), получившим «Оскар» в этой категории, за всю историю премии.

### Музыкальные произведения
Хопкинс — автор ряда произведений для фортепиано и скрипки с оркестром. Популярным в исполнении Андре Рьё в сопровождении управляемого им оркестра Иоганна Штрауса стал вальс Хопкинса And The Waltz Goes On (И вальс продолжается; нем. — Жизнь продолжается).

### Личная жизнь
От своей первой жены Петронеллы Баркер, с которой они были официально женаты с 1966 по 1972 годы, у него есть дочь Эбигейл (род. в 1968 году). Он не считает этот брак удачным, и о нём, а также на тему дочери предпочитает публично не говорить.
Второй брак Хопкинса с Дженнифер Линтон длился с 1973 по 2002 годы. И несмотря на то, что в тот период жизни Хопкинс периодически дебоширил, часто дрался, водил автомобиль в нетрезвом виде, мог исчезнуть на несколько дней, даже недель, Дженни сохраняла видимость гармоничного и стабильного брака. Она была его администратором и бухгалтером. По словам друга Хопкинса Саймона Уорда, Дженни, как «скромная англичанка со скромными запросами», не понимала степени увлечения Хопкинса Америкой и полагала, что он просто хотел стать киноактёром, «но он искал большего».
В настоящее время Хопкинс женат третьим браком на уроженке Колумбии — Стелле Аррояве (род. в 1956 году). Они познакомились в антикварном магазине в Лос-Анджелесе и поженились в 2004 году. Стелла выступила сопродюсером и партнёром Хопкинса в его автобиографическом фильме «Вихрь».
Энтони Хопкинс с 1975 года является активным членом сообщества Анонимных алкоголиков и не употребляет алкоголь более 49 лет.

## Фильмография
| Год       |     | Русское название                      | Оригинальное название              | Роль                                            |
| --------- | --- | ------------------------------------- | ---------------------------------- | ----------------------------------------------- |
| 1967      | ф   | Блоха в её ухе                        | A Flea in Her Ear                  | Этьен Плашу                                     |
| 1967      | ф   | Белый автобус                         | The White Bus                      | эпизод                                          |
| 1968      | ф   | Лев зимой                             | The Lion in Winter                 | принц Ричард                                    |
| 1969      | ф   | Зеркальная война                      | The Looking Glass War              | Джон Айвори                                     |
| 1969      | ф   | Гамлет                                | Hamlet                             | Клавдий                                         |
| 1970      | ф   | Дантон                                | Danton                             | Дантон                                          |
| 1971      | ф   | Когда пробьёт восемь склянок          | When Eight Bells Toll              | Филипп Калверт                                  |
| 1972      | мтф | Война и мир                           | War and Peace                      | Пьер Безухов                                    |
| 1972      | ф   | Молодой Уинстон                       | Young Winston                      | Дэвид Ллойд Джордж                              |
| 1973      | ф   | Кукольный дом                         | A Doll’s House                     | Торвальд Хельмер                                |
| 1974      | ф   | Джаггернаут                           | Juggernaut                         | суперинтендант Джон Маклеод                     |
| 1974      | ф   | Девушка с Петровки                    | Girl from Petrovca                 | Костя                                           |
| 1974      | тф  | Королевская скамья VII                | QB VII                             | Адам Кельно                                     |
| 1975      | ф   | Все существа, большие и малые         | All Creatures Great and Small      | Зигфрид                                         |
| 1976      | тф  | Победа в Энтеббе                      | Victory At Entebbe                 | Ицхак Рабин                                     |
| 1976      | ф   | Дело о похищении Линдберга            | The Lindbergh Kidnapping Case      | Бруно Хауптман                                  |
| 1977      | ф   | Чужая дочь                            | Audrey Rose                        | Эллиот Хувер                                    |
| 1977      | ф   | Мост слишком далеко                   | A Bridge Too Far                   | подполковник Фрост                              |
| 1978      | ф   | Международный приз «Вельвет»          | International Velvet               | капитан Джонни Джонсон                          |
| 1978      | ф   | Магия                                 | Magic                              | Чарльз «Весельчак» Уитерс                       |
| 1980      | ф   | Человек-слон                          | The Elephant Man                   | доктор Фредерик Тривз                           |
| 1980      | ф   | Смена времён года                     | A Change of Seasons                | Адам Эванс                                      |
| 1981      | тф  | Бункер                                | The Bunker                         | Адольф Гитлер                                   |
| 1981      | тф  | Пётр и Павел                          | Peter and Paul                     | Павел из Тарса                                  |
| 1981      | ф   | Отелло                                | Othello                            | Отелло                                          |
| 1982      | тф  | Горбун из Нотр-Дама                   | The Hunchback of Notre Dame        | Квазимодо                                       |
| 1984      | ф   | Баунти                                | The Bounty                         | лейтенант Уильям Блай                           |
| 1984      | тф  | Триумфальная арка                     | Arch of Triumph                    | Равик                                           |
| 1985      | ф   | Хороший отец                          | Good Father, The                   | Билл Хупер                                      |
| 1985      | тф  | Нечистая совесть                      | Guilty Conscience                  | Артур Джеймсон                                  |
| 1985      | тф  | Муссолини и я                         | Mussolini and I                    | Галеаццо Чиано                                  |
| 1985      | мтф | Голливудские жёны                     | Hollywood Wives                    | Нил Грей                                        |
| 1987      | ф   | Черинг Кросс Роуд, 84                 | 84 Charing Cross Road              | Фрэнк Доэл                                      |
| 1988      | ф   | Заря                                  | Dawning, The                       | Эгнус Бэрри, он же Кассиус                      |
| 1988      | ф   | Хор неодобрения                       | A Chorus of Disapproval            | Давид Эп Льюилин                                |
| 1988      | тф  | Десятый человек                       | The Tenth Man                      | Жан Луи Шавель                                  |
| 1989      | док | Дождевые леса Амазонии                | Amazon. The flooded forest         | рассказчик                                      |
| 1990      | ф   | Часы отчаяния                         | Desperate Hours                    | Тим Комелл                                      |
| 1991      | ф   | Молчание ягнят                        | The Silence of the Lambs           | Ганнибал Лектер                                 |
| 1991      | ф   | Война одного человека                 | One Man’s War                      | Джоэль                                          |
| 1991      | ф   | Специалист по эффективности           | The Efficiency Expert              | Эррол Уоллес                                    |
| 1992      | ф   | Говардс-Энд                           | Howards End                        | Генри Уилкокс                                   |
| 1992      | ф   | Дракула Брэма Стокера                 | Bram Stoker`s Dracula              | профессор Абрахам Ван Хельсинг                  |
| 1992      | ф   | Корпорация «Бессмертие»               | Freejack                           | Ян Маккэндлесс                                  |
| 1992      | тф  | Лучшая                                | To Be The Best                     | Джек Фигг                                       |
| 1992      | ф   | Чаплин                                | Chaplin                            | Джордж Хэйден                                   |
| 1993      | ф   | Процесс                               | The Trial                          | священник                                       |
| 1993      | ф   | Невинный                              | The Innocent                       | Гласс                                           |
| 1993      | ф   | Остаток дня                           | The Remains of the Day             | Джеймс Стивенс                                  |
| 1993      | ф   | Страна теней                          | Shadowlands                        | Клайв Стейплз Льюис                             |
| 1994      | ф   | Легенды осени                         | Legends of the Fall                | полковник Уильям Ладлоу                         |
| 1995      | ф   | Дорога на Веллвилл                    | The Road to Wellville              | доктор Джон Харви Келлог                        |
| 1995      | ф   | Никсон                                | Nixon                              | Ричард Никсон                                   |
| 1996      | ф   | Август                                | August                             | Иэн Дэвис                                       |
| 1996      | ф   | Прожить жизнь с Пикассо               | Surviving Picasso                  | Пабло Пикассо                                   |
| 1997      | ф   | На грани                              | The Edge                           | Чарльз Морс                                     |
| 1997      | ф   | Амистад                               | Amistad                            | Джон Куинси Адамс                               |
| 1998      | ф   | Маска Зорро                           | The Mask of Zorro                  | Диего де ла Вега                                |
| 1998      | ф   | Знакомьтесь, Джо Блэк                 | Meet Joe Black                     | Уильям Перриш                                   |
| 1998      | ф   | Инстинкт                              | Instinct                           | доктор Этан Пауэлл                              |
| 1999      | ф   | Титус                                 | Titus                              | Тит Андроник                                    |
| 2000      | ф   | Миссия невыполнима 2                  | Mission: Impossible 2              | Суонбэк                                         |
| 2000      | ф   | Гринч — похититель Рождества          | How the Grinch Stole Christmas     | рассказчик                                      |
| 2001      | ф   | Сердца в Атлантиде                    | Hearts in Atlantis                 | Тед Бротиген                                    |
| 2001      | ф   | Ганнибал                              | Hannibal                           | Ганнибал Лектер                                 |
| 2002      | ф   | Плохая компания                       | Bad Company                        | офицер Оукс                                     |
| 2002      | ф   | Красный дракон                        | Red Dragon                         | Ганнибал Лектер                                 |
| 2003      | ф   | Запятнанная репутация                 | The Human Stain                    | Коулмен Силк                                    |
| 2004      | ф   | Александр                             | Alexander                          | Птолемей (в старости)                           |
| 2005      | ф   | Доказательство                        | Proof                              | Роберт                                          |
| 2005      | ф   | Самый быстрый «Индиан»                | The World’s Fastest Indian         | Берт Монро                                      |
| 2005      | ф   | Вся королевская рать                  | All the King’s Men                 | судья Ирвин                                     |
| 2006      | ф   | Бобби                                 | Bobbi                              | Джон Кейси                                      |
| 2007      | ф   | Дьявол и Дэниел Уэбстер               | The Devil and Daniel Webster       | Дэниел Уэбстер                                  |
| 2007      | ф   | Перелом                               | Fracture                           | Тед Кроуфорд                                    |
| 2007      | ф   | Беовульф                              | Beowulf                            | король Хродгар                                  |
| 2007      | ф   | Вихрь                                 | Slipstream                         | Феликс Бонхёффер                                |
| 2009      | ф   | Конечный пункт                        | The City of Your Final Destination | Адам Гунд                                       |
| 2010      | ф   | Человек-волк                          | The Wolfman                        | Джон Тэлбот                                     |
| 2011      | ф   | Обряд                                 | The Rite                           | отец Лукас Тревент                              |
| 2011      | ф   | Тор                                   | Thor                               | Один                                            |
| 2011      | ф   | Ты встретишь таинственного незнакомца | You Will Meet a Tall Dark Stranger | Альфи Шебритч                                   |
| 2011      | ф   | Калейдоскоп любви                     | 360                                | Джон                                            |
| 2012      | ф   | Хичкок                                | Hitchkock                          | Альфред Хичкок                                  |
| 2013      | ф   | РЭД 2                                 | RED 2                              | Эдвард Бэйли                                    |
| 2013      | ф   | Тор 2: Царство тьмы                   | Thor: The Dark World               | Один, Локи в образе Одина                       |
| 2014      | ф   | Ной                                   | Noah                               | Мафусаил                                        |
| 2014      | ф   | Похищение Фредди Хайнекена            | Kidnapping Freddy Heineken         | Фредди Хайнекен                                 |
| 2015      | ф   | Экстрасенсы                           | Solace                             | Джон Клэнси                                     |
| 2015      | ф   | Костюмер                              | The Dresser                        | сэр                                             |
| 2016—2022 | с   | Мир Дикого запада                     | Westworld                          | доктор Роберт Форд                              |
| 2016      | ф   | Хуже, чем ложь                        | Misconduct                         | Arthur Denning                                  |
| 2016      | ф   | Идём со мной                          | Blackway                           | Лестер                                          |
| 2017      | ф   | Автобан                               | Autobahn                           | Хаген Каль                                      |
| 2017      | ф   | Трансформеры: Последний рыцарь        | Transformers: The Last Knight      | сэр Эдмунд Бёртон                               |
| 2017      | ф   | Тор: Рагнарёк                         | Thor: Ragnarok                     | Один, Локи в образе Одина                       |
| 2018      | тф  | Король Лир                            | King Lear                          | Король Лир                                      |
| 2019      | ф   | Два Папы                              | The Two Popes                      | Папа Бенедикт XVI                               |
| 2020      | ф   | Элиза                                 | Elyse                              | Доктор Льюис, психотерапевт                     |
| 2020      | ф   | Отец                                  | The Father                         | Энтони                                          |
| 2022      | ф   | Сын                                   | The Son                            | Энтони                                          |
| 2022      | ф   | Время Армагеддона                     | Armageddon Time                    | Аарон Графф                                     |
| 2023      | ф   | Одна жизнь                            | One Life                           | Николас Уинтон                                  |
| 2023      | ф   | По Фрейду                             | Freud’s Last Session               | Зигмунд Фрейд                                   |
| 2023      | ф   | Слай Сталлоне                         | Sly                                | В роли самого себя, хроника, в титрах не указан |
| 2024      | с   | Обречённые на славу                   | Those About to Die                 | Веспасиан                                       |
| 2025      | ф   | Западня                               | Locked                             | Уильям                                          |
|           | ф   | Братья Мазерати                       | Maserati: The Brothers             | Лука Антонелли                                  |
|           | ф   | Глаза деревьев                        | Eyes in the Trees                  |                                                 |
|           | ф   | Жена и пёс                            | Wife & Dog                         |                                                 |

### Режиссёр
- 1990 — англ. Dylan Thomas: Return Journey
- 1996 — Август / August
- 2007 — Вихрь / Slipstream

## Награды

### Государственные
- 1987 — Командор ордена Британской империи (CBE)
- 1993 — Рыцарь-бакалавр

### Кинопремии
| Награда                        | Год  | Категория                                                   | Фильм/Телесериал                          | Результат |
| ------------------------------ | ---- | ----------------------------------------------------------- | ----------------------------------------- | --------- |
| Оскар                          | 1992 | Лучшая мужская роль                                         | Молчание ягнят                            | Победа    |
| Оскар                          | 1994 | Лучшая мужская роль                                         | Остаток дня                               | Номинация |
| Оскар                          | 1996 | Лучшая мужская роль                                         | Никсон                                    | Номинация |
| Оскар                          | 1998 | Лучшая мужская роль второго плана                           | Амистад                                   | Номинация |
| Оскар                          | 2020 | Лучшая мужская роль второго плана                           | Два Папы                                  | Номинация |
| Оскар                          | 2021 | Лучшая мужская роль                                         | Отец                                      | Победа    |
| BAFTA                          | 1969 | Лучшая мужская роль второго плана                           | Лев зимой                                 | Номинация |
| BAFTA                          | 1979 | Лучшая мужская роль                                         | Магия                                     | Номинация |
| BAFTA                          | 1992 | Лучшая мужская роль                                         | Молчание ягнят                            | Победа    |
| BAFTA                          | 1994 | Лучшая мужская роль                                         | Остаток дня                               | Номинация |
| BAFTA                          | 1994 | Лучшая мужская роль                                         | Страна теней                              | Победа    |
| BAFTA                          | 2008 | Academy Fellowship                                          |                                           | Победа    |
| BAFTA                          | 2020 | Лучшая мужская роль второго плана                           | Два Папы                                  | Номинация |
| BAFTA                          | 2021 | Лучшая мужская роль                                         | Отец                                      | Победа    |
| BAFTA TV                       | 1971 | Лучшая мужская роль                                         | Пьеса месяца                              | Номинация |
| BAFTA TV                       | 1971 | Лучшая мужская роль                                         | Повседневные игры                         | Номинация |
| BAFTA TV                       | 1971 | Лучшая мужская роль                                         | Великолепный неподражаемый мистер Диккенс | Номинация |
| BAFTA TV                       | 1973 | Лучшая мужская роль                                         | Война и мир                               | Победа    |
| Золотой глобус                 | 1979 | Лучшая мужская роль в драме                                 | Магия                                     | Номинация |
| Золотой глобус                 | 1989 | Лучшая мужская роль в мини-сериале или телефильме           | Десятый человек                           | Номинация |
| Золотой глобус                 | 1992 | Лучшая мужская роль в драме                                 | Молчание ягнят                            | Номинация |
| Золотой глобус                 | 1994 | Лучшая мужская роль в драме                                 | Остаток дня                               | Номинация |
| Золотой глобус                 | 1996 | Лучшая мужская роль в драме                                 | Никсон                                    | Номинация |
| Золотой глобус                 | 1998 | Лучшая мужская роль второго плана                           | Амистад                                   | Номинация |
| Золотой глобус                 | 2006 | Премия Сесиля Б. Де Милля                                   |                                           | Победа    |
| Золотой глобус                 | 2020 | Лучшая мужская роль второго плана                           | Два Папы                                  | Номинация |
| Золотой глобус                 | 2021 | Лучшая мужская роль в драме                                 | Отец                                      | Номинация |
| Прайм-таймовая премия «Эмми»   | 1976 | Лучшая мужская роль в мини-сериале или фильме               | Дело о похищении Линдберга                | Победа    |
| Прайм-таймовая премия «Эмми»   | 1981 | Лучшая мужская роль в мини-сериале или фильме               | Бункер                                    | Победа    |
| Прайм-таймовая премия «Эмми»   | 1982 | Лучшая мужская роль в мини-сериале или фильме               | Горбун из Нотр-Дама                       | Номинация |
| Прайм-таймовая премия «Эмми»   | 1990 | Лучшая мужская роль второго плана в мини-сериале или фильме | Большие надежды                           | Номинация |
| Прайм-таймовая премия «Эмми»   | 2017 | Лучшая мужская роль в драматическом сериале                 | Мир дикого запада                         | Номинация |
| Прайм-таймовая премия «Эмми»   | 2021 | Лучший рассказчик                                           | Мистический квест                         | Номинация |
| ММКФ                           | 1987 | Лучшая мужская роль                                         | Черинг Кросс Роуд, 84                     | Победа    |
| Сатурн                         | 1992 | Лучшая мужская роль                                         | Молчание ягнят                            | Победа    |
| Сатурн                         | 1993 | Лучший актёр второго плана                                  | Дракула                                   | Номинация |
| Сатурн                         | 1999 | Лучший актёр                                                | Знакомьтесь, Джо Блэк                     | Номинация |
| Сатурн                         | 2002 | Лучший актёр                                                | Ганнибал                                  | Номинация |
| Сатурн                         | 2017 | Лучшая роль приглашенной звезды в телесериале               | Мир Дикого Запада                         | Номинация |
| Премия Гильдии киноактёров США | 1996 | Лучшая мужская роль                                         | Никсон                                    | Номинация |
| Премия Гильдии киноактёров США | 1996 | Лучший актёрский состав в игровом кино                      | Никсон                                    | Номинация |
| Премия Гильдии киноактёров США | 1998 | Лучшая мужская роль второго плана                           | Амистад                                   | Номинация |
| Премия Гильдии киноактёров США | 2007 | Лучший актёрский состав в игровом кино                      | Бобби                                     | Номинация |
| Премия Гильдии киноактёров США | 2017 | Лучший актёрский состав в драматическом сериале             | Мир дикого запада                         | Номинация |
| Премия Гильдии киноактёров США | 2019 | Лучшая мужская роль в телефильме или мини-сериале           | Король Лир                                | Номинация |
| Премия Гильдии киноактёров США | 2021 | Лучшая мужская роль                                         | Отец                                      | Номинация |
| Сан-Себастьян                  | 1998 | Премия Donostia за выдающиеся персональные достижения       |                                           | Победа    |
| Премия канала «MTV»            | 2001 | Лучший злодей                                               | Ганнибал                                  | Номинация |
| Премия канала «MTV»            | 2001 | Лучший поцелуй                                              | Ганнибал                                  | Номинация |
| Европейская киноакадемия       | 2021 | Лучший актёр                                                | Отец                                      | Победа    |